# NGC 3690A
NGC 3690A is een spiraalvormig sterrenstelsel in het sterrenbeeld Grote Beer. Het hemelobject ligt 141 miljoen lichtjaar van de Aarde verwijderd en werd op 18 maart 1790 ontdekt door de Duits-Britse astronoom William Herschel. NGC 3690A is in botsing met NGC 3690B.

## In de kom van deGrote steelpan
De stelsels NGC 3690A en NGC 3690B bevinden zich, vanaf de aarde gezien, in de rechthoek gevormd door de sterren Dubhe, Merak, Phad, en Megrez, die de kom van het gemakkelijk herkenbare asterisme Grote steelpan (Big dipper) vormen.
Beide stelsels worden wel eens omschreven als Starburst galaxies, waar relatief grote hoeveelheden hete jonge blauwwitte sterren aan het ontstaan zijn. Astronomen noemen dit soort blauwwitte sterrenstelsels Kraamkamers van pasgeboren sterren.

## Synoniemen
- UGC 6472
- IRAS 11257+5850
- MCG 10-17-2
- ZWG 291.73
- MK 171
- VV 118
- KCPG 288A
- Arp 299
- PGC 35326